# ケーニヒスベルク (軽巡洋艦・初代)
ケーニヒスベルク（ドイツ語: SMS Königsberg）は、ドイツ帝国海軍の軽巡洋艦。ケーニヒスベルク級。第一次世界大戦で戦没。

## 艦歴
「ケーニヒスベルク」は1905年12月12日進水し、1907年4月6日に就役した。

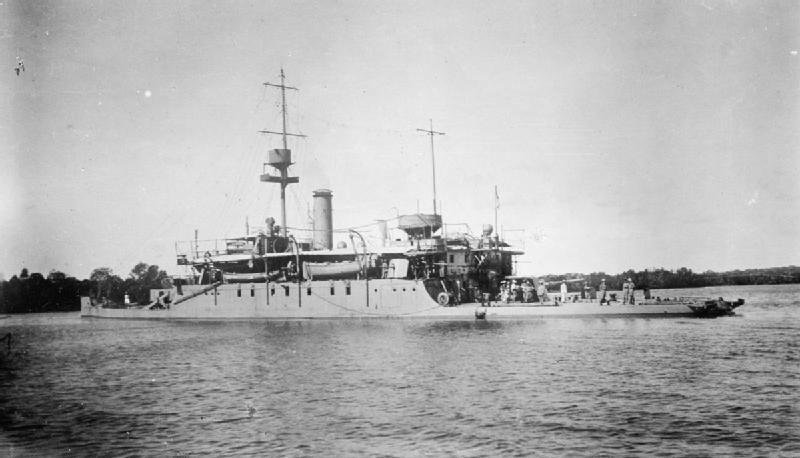
イギリス海軍モニター「セヴァーン」。

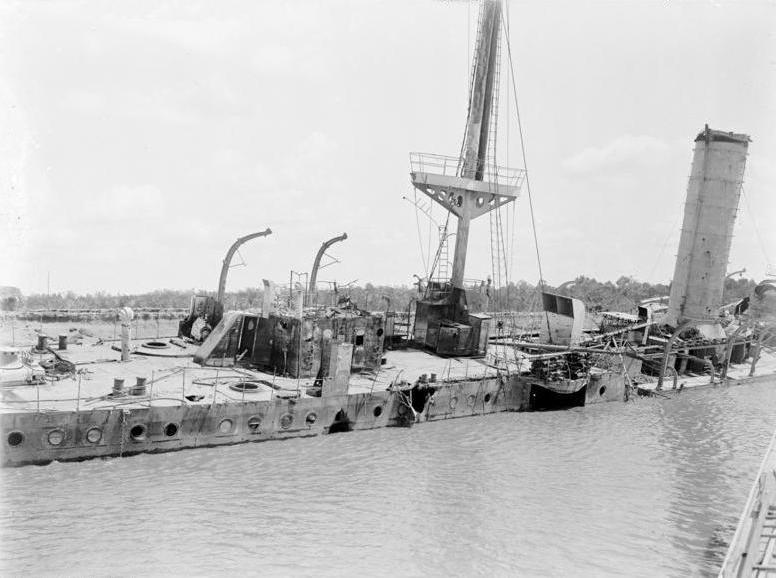
大破着底した本艦。

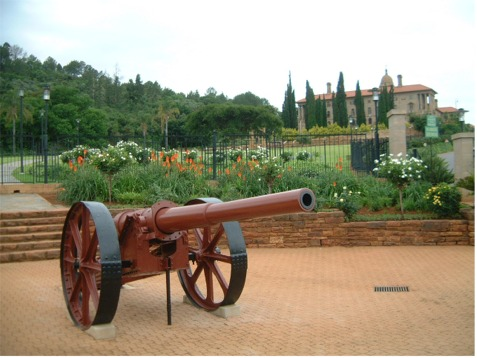
着底後に回収した主砲は野砲に改造された。

### 第一次世界大戦
ドイツ領東アフリカに配備されていた「ケーニヒスベルク」は、第一次世界大戦が始まる直前の1914年7月31日にダルエスサラームを出港した。「ケーニヒスベルク」はアデン湾へ向かい、1914年8月6日にイギリス船「シティ・オブ・ウィンチェスター（City of Winchester）」を拿捕し、石炭などを徴発した後に沈めた。その後、ダルエスサラームとの連絡が途絶し石炭も不足したことからルフィジ川の河口に潜んだ。その後ザンジバル島でイギリス巡洋艦が修理中であるとの情報を得て攻撃に向かい、9月20日に修理中であったイギリス防護巡洋艦「ペガサス」を沈めたが、機関の故障によって再びルフィジ河口に潜伏した。
イギリス軍はこれを発見し、ルフィジ河口を封鎖した。長く膠着状態が続いたが、河口内に進入可能なモニター「マージー」と「セヴァーン」が到着し、1915年7月11日の2隻による2度目の攻撃で「ケーニヒスベルクは撃沈された」。
艦が撃沈された後、乗員はドイツ領東アフリカで連合国側と交戦していたドイツ軍指揮官レットウ＝フォルベック大佐（のち少将）の指揮下に陸戦隊として吸収された。また、無事だった艦載砲は陸揚げされ、同様に砲兵戦力を増強することとなった。